# اسپکولاس
اسپکولاس (Spekulatius) نوعی شیرینی یا بیسکوییت سنتی در کشورهای هلند و بلژیک که مخصوص مراسم روز سنت نیکولا (در هلند ۵ دسامبر و در بلژیک ۶ دسامبر) است. معمولاً این شیرینی را مربوط به داستان‌های سنت نیکولا درست می‌کنند؛ مثل کشتی، خانه روستایی، فیل و اسب. درتهیه این شیرینی از موادی هم‌چون آرد، شکر، کره، فلفل سیاه، دارچین، زنجبیل، میخک صدپر، هل و جوز هندی استفاده می‌شود.